# Microsage rubra
Microsage rubra là một loài tò vò trong họ Ichneumonidae.